# Cédric Robert
Cédric Robert (Saint-Étienne, 17 maart 1973) is een Frans rallyrijder.

## Carrière
Cédric Robert debuteerde in 1992 in de rallysport in een Simca 1000 Rallye. In 1996 werd hij kampioen in de Franse Fiat Cinquecento trofee, en reed het jaar daarop met deze auto in het desbetreffend Europees kampioenschap. Robert profileerde zich nog voornamelijk in het Frans rallykampioenschap, voordat hij in 1999 ook zijn eerste opwachting maakte in het Wereldkampioenschap Rally.

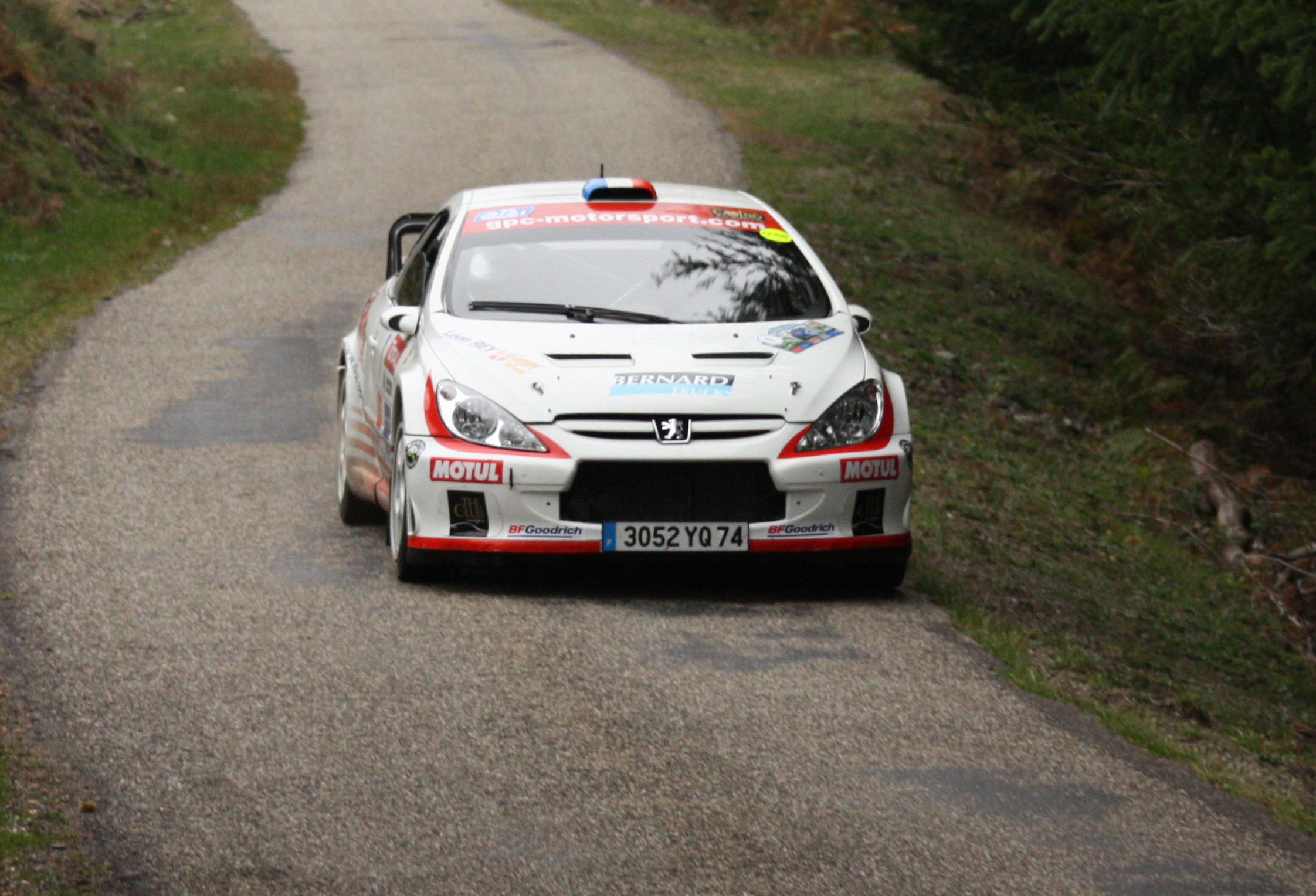
Robert met de Peugeot 307 WRC tijdens een Franse rally in 2010

In het seizoen 2001 nam hij met een Peugeot 206 S1600 deel aan het Junior World Rally Championship, waarin hij slechts twee keer een de finish mee haalde en daardoor geen rol speelde om de titel. Met deze auto eindigde hij tweede in het Frans kampioenschap in 2002 en 2003. In het WK reed hij inmiddels met de World Rally Car versie van de 206 een geselecteerd programma, eindigend als zevende in San Remo in 2002, en een zesde plaats tijdens de Rally van Monte Carlo in 2003, waarmee hij zijn eerste kampioenschapspunten binnen haalde. In het seizoen 2004 werd hij voor de asfaltrondes in Duitsland en Corsica ingezet door het fabrieksteam van Peugeot als tweede rijder naast kopman Marcus Grönholm. Actief in de nieuwe Peugeot 307 WRC, eindigde Robert vijfde in Duitsland, maar moest hij in Corsica opgeven na een ongeluk.
Nadien keerde hij weer terug in het Frans kampioenschap. In 2011 was hij hierin actief met een Citroën DS3 R3T. Hij nam met deze auto ook deel aan de Rally van Monte Carlo in 2012, de rally eindigend op een zeventiende plaats en winnaar in zijn klasse.

## Complete resultaten in het Wereldkampioenschap Rally

### Overzicht van deelnames
| Seizoen | Inschrijving           | Auto                      | 1      | 2   | 3   | 4      | 5   | 6      | 7      | 8     | 9      | 10     | 11     | 12     | 13     | 14     | 15  | 16  | Pos. | Punten |
| ------- | ---------------------- | ------------------------- | ------ | --- | --- | ------ | --- | ------ | ------ | ----- | ------ | ------ | ------ | ------ | ------ | ------ | --- | --- | ---- | ------ |
| 1996    | Cédric Robert          | Fiat Cinquecento Sporting | MON NF | ZWE | POR | KEN    | IDN | FRA    | GRI    | ARG   | NZL    | FIN    | AUS    | ITA    | SPA    | GBR    |     |     | -    | -      |
| 1999    | Cédric Robert          | Peugeot 306 S16           | MON    | ZWE | KEN | POR    | SPA | FRA 29 | ARG    | GRI   | NZL    | FIN    | CHN    | ITA    | AUS    | GBR    |     |     | -    | 0      |
| 2000    | Cédric Robert          | Peugeot 106 Maxi          | MON 20 | ZWE | KEN | POR    | SPA | ARG    | GRI    | NZL   |        |        |        |        |        |        |     |     | -    | 0      |
| 2000    | Cédric Robert          | Peugeot 106 S16           |        |     |     |        |     |        |        |       | FIN NF | CYP    | FRA    | ITA    | AUS    | GBR NF |     |     | -    | 0      |
| 2001    | Team Gamma             | Peugeot 206 XS S1600      | MON    | ZWE | POR | SPA 26 | ARG | CYP    |        |       |        |        |        |        |        |        |     |     | -    | 0      |
| 2001    | Cédric Robert          | Peugeot 206 XS S1600      |        |     |     |        |     |        | GRI 26 | KEN   | FIN NF | NZL    | ITA NF | FRA NF | AUS    | GBR NF |     |     | -    | 0      |
| 2002    | Cédrico Robert         | Peugeot 206 XS S1600      | MON    | ZWE | FRA | SPA    | CYP | ARG    | GRI    | KEN   | FIN    | DUI 11 |        |        |        |        |     |     | -    | 0      |
| 2002    | Bozian Racing          | Peugeot 206 WRC           |        |     |     |        |     |        |        |       |        |        | ITA 7  | NZL    | AUS    | GBR    |     |     | -    | 0      |
| 2003    | Équipe de France FFSA  | Peugeot 206 WRC           | MON 6  | ZWE | TUR | NZL    | ARG | GRI    | CYP    | DUI 9 | FIN    | AUS    | ITA 9  | FRA 12 | SPA 11 | GBR    |     |     | 15   | 3      |
| 2004    | Marlboro Peugeot Total | Peugeot 307 WRC           | MON    | ZWE | MEX | NZL    | CYP | GRI    | TUR    | ARG   | FIN    | DUI 5  | JPN    | GBR    | ITA    | FRA NF | SPA | AUS | 16   | 4      |
| 2012    | Cédric Robert          | Citroën DS3 R3T           | MON 17 | ZWE | MEX | POR    | ARG | GRI    | NZL    | FIN   | DUI    | GBR    | FRA    | ITA    | SPA    |        |     |     | -    | 0      |